# Medicosma verticillata
Medicosma verticillata är en vinruteväxtart som beskrevs av Thomas Gordon Hartley. Medicosma verticillata ingår i släktet Medicosma och familjen vinruteväxter. Inga underarter finns listade i Catalogue of Life.